# Smålands regemente
Smålands grenadjärkår – jeden z pułków piechoty szwedzkiej (grenadierów), istniejący w latach 1812–1902. Motto ani barwy pułkowe: nieznane.
Jego nazwa pochodziła od regionu Smalandia (Småland) na południu kraju. Był ulokowany przy poligonie Ränneslät.